# Eichholz (Sankt Wolfgang)

Stadl und Remise des Einödhofs Eichholz

Eichholz  ist ein Gemeindeteil  von St. Wolfgang im oberbayerischen Landkreis Erding.

## Lage
Die Einöde Eichholz liegt 1,6 Kilometer östlich des Rathauses des Gemeindehauptorts Sankt Wolfgang. 

## Bevölkerungsentwicklung
Um 1871 gab es in Eichholz 13 Einwohner. Im Mai 1987 lebten dort drei Einwohner in einem Wohngebäude.
| Jahr      | 1871 | 1925 | 1950 | 1970 | 1987 |
| Einwohner | 13   | 6    | 10   | 5    | 3    |